# Gárjátájni csata
A 2015. augusztusi Gárjátárni csata az Iraki és Levantei Iszlám Állam által indított katonai hadművelet volt a szíriai polgárháború idején, melynek célja Gárjátrn elfoglalása volt.

## Előzmények
A 2011 márciusában kezdődött szíriai polgárháború alatt Gárjátjn nagyrészt kimaradt az összecsapásokból. A város vénjei mind a kormány, mind a felkelők vezetőivel megállapodást kötöttek, hogy ők ki akarnak maradni a harcokból. Elhelyezkedése viszont stratégiai jelentőségűvé tette a várost, ugyanis az ország északi és déli részét összekötő útvonal mentén fekszik. Gárjátjn mindkét oldalról többször támadás érte. Északról a felkelők hadi felszereléseket raboltak a damaszkuszi harcokhoz, míg a kormány északi és nyugati csapatai megerősítésének és ellátásának bázisául használta. Gyakran használták a Szír Hadseregből dezertáló disszidensek is, mivel az ország északi, déli, keleti és nyugati felébe is vezetnek országutak. Egy nagyszabású offenzíva után az ISIL elfoglalta Palmürát és környékét.

## Az ISIL megszerzi a várost
Augusztus 5-én az ISIL elfoglalta Gárjátájnt. A harcok közben a Szír Hadsereg 40, míg az ISIL 27 tagja halt meg. Augusztus 6-án az Iszlám Állam 230 polgári lakost rabolt el a városból, köztük 60 keresztényt. Az ISIL ezután tovább haladt, és augusztus 8-án elfoglalta Mahint és Huwwarint, így több száz kereszténynek el kellett menekülnie.
Augusztus 9-én a Szír légierő bombázta az ISIL gárjátájni állásait, és a kormányzati források szerint körülbelül 30 harcost megölt, hét járművet és egy rakétatárolót megsemmisített,